# Filip de l'Alta Macedònia
Filip de l'Alta Macedònia (en grec antic Φίλιππος) fou fill d'Alexandre I de Macedònia a la mort del qual el 454 aC va rebre una part del regne, l'Alta Macedònia, que el seu germà Perdicas li va respectar.
Durant la Guerra del Peloponès, els atenencs van concertar una aliança amb Filip i Derdas, príncep d'Elimea, va provocar que Perdicas, fins aquell moment aliat seu, se'ls girés en contra. Quan Perdicas va arribar a un acord amb Atenes, Filip es va refugiar a la cort de Sitalces, rei dels odrisis, que va prometre a Perdicas no restituir Filip al tron.
A la mort de Filip potser l'any 430 aC el seu fill Amintes el va succeir i el seu oncle va provar de prendre-li el regne però el va poder conservar amb l'ajut de Sitalces. Amintes va ser rei de Macedònia amb el nom d'Amintes III.